# Adelaide di Borgogna (imperatrice)
Adelaide (931 circa oppure 928/33 – Seltz, 16 dicembre 999) è stata regina consorte d'Italia per due volte (prima dal 947 al 950, come moglie di Lotario II d'Italia, poi dal 962 al 973, come moglie di Ottone I), regina consorte dei Franchi orientali, dal 951 al 973, come moglie di Ottone I ed imperatrice consorte, dal 951 al 973, sempre come moglie di Ottone I, la prima ad essere incoronata come tale; fu anche reggente dell'Impero, del regno dei Franchi Orientali e del regno d'Italia, dal 991 al 995, in quanto tutrice del nipote, Ottone III, ed è venerata come santa dalla Chiesa cattolica.

## Origine
Secondo il cronista Liutprando, vescovo di Cremona, era figlia del re di Borgogna Transgiurana, re d'Italia e futuro re d'Arles, Rodolfo II e di Berta di Svevia (907- dopo il gennaio 966), detta la Filandina, figlia del duca di Svevia e di Sassonia, Burcardo II e di Regelinda, figlia di Eberardo conte di Zurigo. Rodolfo II di Borgogna era figlio del conte e poi re di Borgogna Transgiurana, Rodolfo I e di Willa di Provenza, figlia del re di Provenza Bosone e della sua prima moglie (che non era, come citato da alcuni, Ermengarda d'Italia, figlia dell'imperatore Luigi il Giovane e di Engelberga d'Alsazia, ma una donna di sconosciuti ascendenti e generalità che, secondo gli Annales Fuldenses, morì avvelenata dal marito). Adelaide era quindi sorella del re di Arles o delle due Borgogne, Corrado il Pacifico.

## Biografia

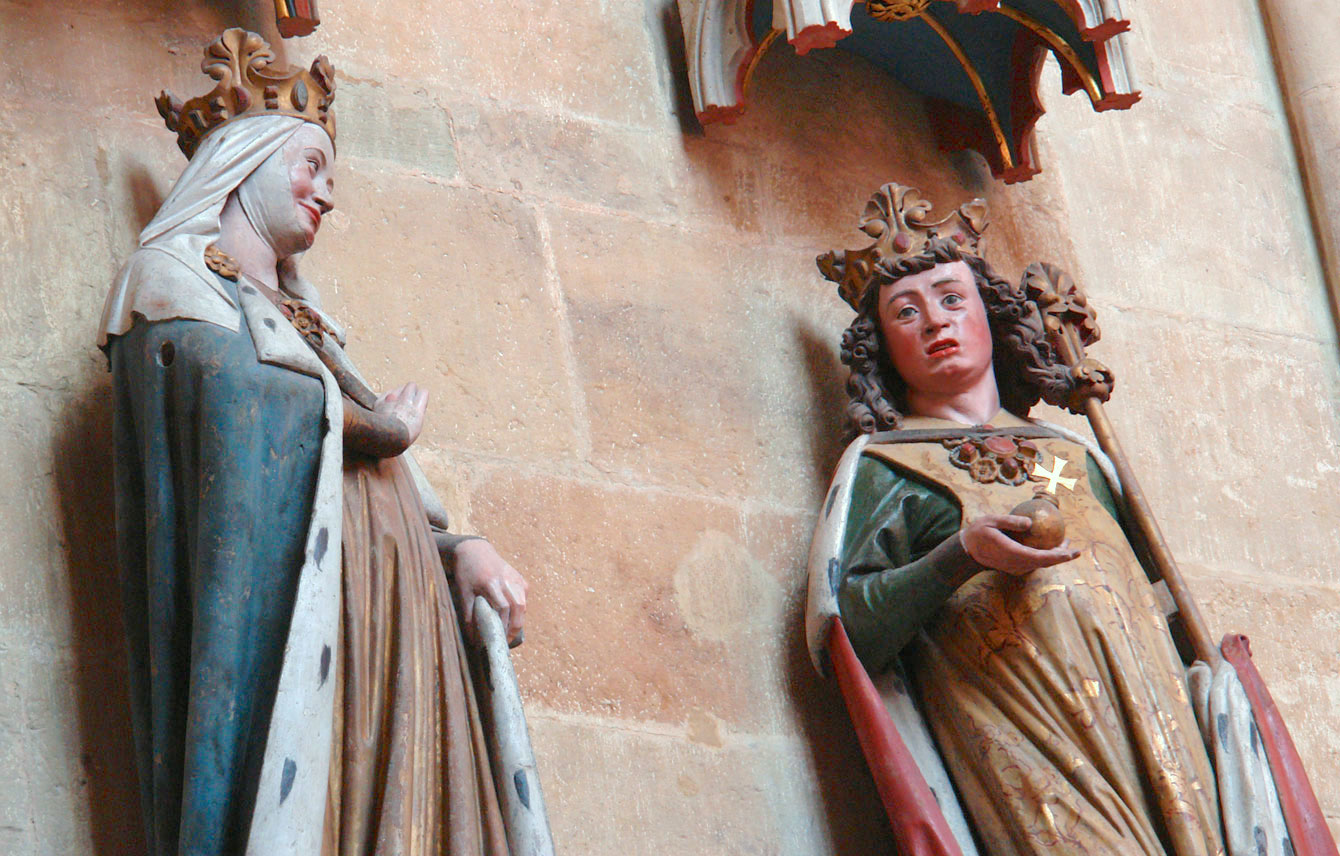
Sant'Adelaide con il consorte Ottone I sul Duomo di Meißen

Adelaide all'età di sei anni circa rimase orfana di padre.
Mentre il fratello, Corrado il Pacifico, con la protezione del re dei Franchi Orientali, Ottone I, subentrava al padre, come re di Arles, in quello stesso anno (937), il 12 dicembre, secondo Liutprando, sua madre, Berta sposò il re d'Italia, Ugo di Provenza (880- 947), mentre Adelaide, ancora bambina, veniva fidanzata al figlio di Ugo, Lotario, che, secondo il Regum Italiæ et Imperatorum Catalogi, ex codice Ambrosiano O. 53, era stato associato al trono da suo padre nel 926, mentre, secondo il cronista Liutprando da Cremona, Lotario era stato associato al trono solo nel 937.
Adelaide, all'età di 16 anni, sposò Lotario: era il 947. Ben presto Adelaide guadagnò fama di cristiana esemplare; soprattutto per il grande amore verso i più poveri e gli emarginati.
Adelaide rimase vedova dopo circa tre anni. Infatti Lotario morì, nel 950, probabilmente avvelenato da Berengario II, margravio d'Ivrea, che gli succedette sul trono d'Italia, il 15 dicembre. Berengario avrebbe voluto che Adelaide, che reclamava per sé il trono d'Italia, in quanto erede di un precedente re d'Italia (suo padre), si unisse in matrimonio con il suo figlio primogenito, Adalberto; in particolare, la moglie di Berengario, Willa si sarebbe comportata con crudeltà nei confronti di Adelaide di Borgogna, che fu imprigionata, nel 951, nel castello di Lierna sul lago di Como, quindi trasferita nella Rocca di Garda. Qui, secondo lo storico e vescovo cattolico tedesco Tietmaro di Merseburgo, per volere della stessa Willa le furono ridotte le razioni di cibo. Adelaide, invece, fuggita dalla prigione e arrivata nella zona di Reggio, nella rocca di Canossa assieme alla figlia Emma (la futura moglie di Lotario di Francia), richiese la protezione del re di Germania, Ottone I, che nel frattempo era venuto in Italia, per portare aiuto ad Adelaide e che, secondo l'Annalista Saxo, dopo averla liberata la sposò. Anche il cronista Flodoardo conferma che Adelaide si sposò con Ottone I, in seconde nozze, a Pavia, in quello stesso anno (951). Il re di Germania, tuttavia, pur proclamandosi re d'Italia, riconobbe a Berengario il governo dell'Italia.

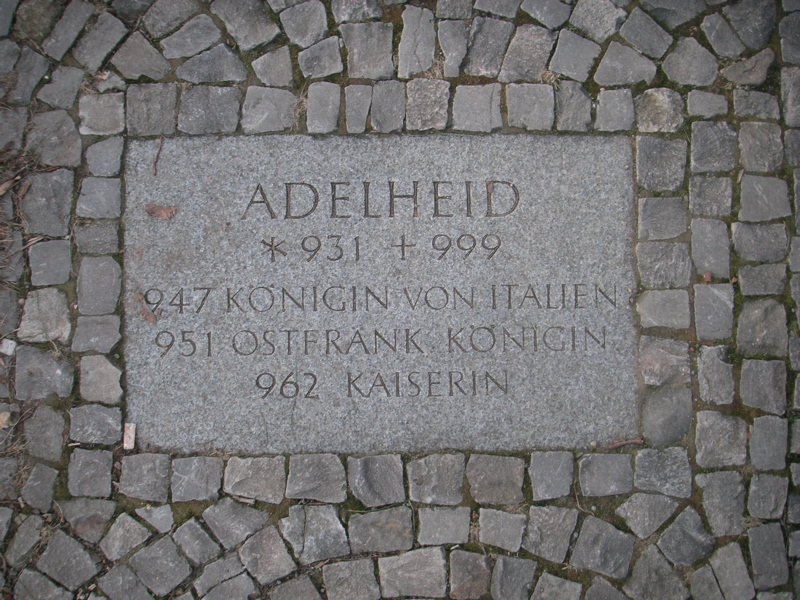
Lapide commemorativa di Adelaide a Magdeburgo, in Piazza della Cattedrale

Quando il fratellastro del primo marito di Adelaide, il marchese di Toscana, Uberto e papa Giovanni XII invitarono suo marito Ottone il grande, re di Germania, ad attraversare le Alpi, per farsi incoronare imperatore e impadronirsi del regno d'Italia al posto di Berengario II, Adelaide seguì il marito e a Roma, il 2 febbraio 962, Adelaide, assieme al marito fu incoronata imperatrice.
In un documento del Recueil des Chartes de l'Abbaye de Cluny, tome II, datato 8 aprile 962, Adelaide viene citata (Aleidis sororis) da suo fratello, Corrado il Pacifico (Chuonradus rex).
Adelaide, sempre secondo Tietmaro di Merseburgo, rimase vedova, per la seconda volta, il 7 maggio 973, divenendo la più importante consigliera del figlio, l'imperatore Ottone II, assieme alla nuora, la principessa bizantina Teofano.
Secondo l'Annalista Saxo, Adelaide e la figlia badessa, erroneamente chiamata Athelheidhe, nel 976 ebbero qualche problema con il figlio Ottone II, e la riappacificazione avvenne solo quattro anni dopo. Ottone II ebbe a nominare Carlo di Lorena, duca di Lorena, dopo che il principe carolingio fu esiliato dalla Francia, per aver ingiustamente accusato la regina Emma, figlia di Adelaide e cognata di Carlo, di essere l'amante di Adalberone vescovo di Laon..
La sua amicizia con la moglie del figlio, la principessa bizantina Teofano, era di natura puramente politica e durò solo un anno la comune reggenza, dal 983 al 984, della nonna e della madre di Ottone III. Dopo la precoce scomparsa di Ottone II, nel 983, si trattava di conservare il potere e la corona imperiale per Ottone III, ancora minorenne. Insieme all'arcivescovo di Magonza, Willigis, le due donne ressero il governo dell'Impero. In un primo tempo Adelaide fu reggente del regno d'Italia, e risiedette con la sua corte a Pavia nel palazzo Reale e qui fece ricostruire da Maiolo di Cluny il monastero di San Salvatore. Fece ritorno a corte soltanto nel giugno 991, alla morte della nuora Teofane, che aveva solamente 31 anni. Da allora e sino alla maggiore età del nipote, fu reggente del Sacro Romano Impero e si occupò del governo dell'impero.
Adelaide era una donna colta: parlava quattro lingue ed era molto istruita. Esercitò una grande influenza sulla politica imperiale, sia in Italia sia in Germania.
Quando Ottone III divenne maggiorenne, Adelaide si dedicò a opere caritative e promosse la fondazione di conventi. Ebbe un grande interesse per la riforma cluniacense, che sostenne con forza. Negli ultimi anni si ritirò nell'abbazia di Seltz, in Alsazia settentrionale, dove, secondo gli Annales Necrologici Fuldenses, morì il 16 dicembre 999 e dove fu sepolta. La sua tomba non è giunta sino a noi.
Venne elevata agli altari nel 1097 da papa Urbano II. Viene festeggiata il 16 dicembre. Sino all'epoca della riforma la sua tomba fu meta di pellegrinaggi, ma quest'usanza venne meno con la scomparsa delle reliquie.

## I rapporti con la Borgogna
Cartina della Borgogna del X secolo, sono rappresentati i luoghi in cui sostò la regina Adelaide
     Principali monasteri
     Città
     I valichi attraverso le alpi
     Fiumi e mari
     Catene montuose
Adelaide non tornò nella sua patria natia che raramente, in periodi critici o solenni.
Abbandonò il regno dei suoi avi all'età di sei anni nel 937, con la morte del padre Rodolfo per raggiungere in Italia il suo promesso sposo Lotario.
Il fratello Corrado III, per non perdere il trono appetito da Ugo di Provenza, che nel frattempo aveva sposato la regina Berta, vedova di Rodolfo, chiese protezione a Ottone di Germania. Con l'incoronazione di Corrado a re di Borgogna sotto la loro protezione, gli Ottoni, rafforzarono il controllo sul regno fra il Giura e le Alpi, iniziatosi fin dal 926.
Alla fine del X secolo, la Borgogna era pervasa da conflitti innescati da due diversi modelli di potere: la supremazia regia di derivazione carolingia contrapposta alla espansione delle signorie locali dei principi.
Nel 999, quindi, la regina intraprese un viaggio di "pacificazione" in Borgogna che si rivelerà poi anche il suo testamento politico e spirituale.
Odilone nella sua Epitaphium descrive le cinque tappe significative del viaggio che corrispondono ad altrettanti luoghi di potere e religione della dinastia rodolfingia e della vita di Adelaide:
- La prima tappa fu l'abbazia di Payerne, abbazia cluniacense, sull'area di strada che da Basilea portava al Gran San Bernardo. L'abbazia era stata fondata da Adelaide ed era anche luogo di sepoltura della madre Berta che probabilmente aveva pensato a istituirvi una comunità religiosa. Qui la regina stanca del viaggio si riposò elargendo denari e miracoli.[23] I suoi legami con il clero cluniacense furono strettissimi come dimostrano oltre all'abbazia di Payerne le sue fondazioni monastiche nel regno d'Italia e dei Franchi Orientali, di San Salvatore di Pavia (a cui donò il palazzo Reale di Corteolona) e dell'abbazia di Seltz, in Alsazia
- Da Payerne, la regina attraversò il Gran San Bernardo e raggiunse il monastero di San Maurizio d'Agauno, fondato nel ricordo dei martiri della Legione tebana dal re di Borgonia Sigismondo nel 515. Nell'888, l'avo di Adelaide, Rodolfo I, venne eletto re dai signori della regione. In questo frangente la regina pregò ed emise alcune profezie[24]
- Da San Maurizio, proseguì verso occidente raggiungendo Ginevra, dove la regina visitò le reliquie del martire Vittore.
- Da Ginevra Adelaide proseguì a nord seguendo le rive del Lemano e raggiunse Losanna dove incontrò il vescovo e suo nipote Rodolfo III che stava cercando di pacificare la Borgogna dilaniata da guerre intestine.
- Infine la regina accompagnata dai vescovi e dal re di Borgogna si diresse a nord di Losanna, a Orbe nel cuore del regno borgognone, dove condusse i negotia di pace tra la dinastia rodolfingia e i potenti di Borgogna. Orbe venne sicuramente scelta perché vantava radici romane, burgunde e soprattutto merovingie: in questo luogo la regina Brunilde venne assassinata e più tardi, la città era diventata residenza dell'imperatore carolingio Lotario II.

## Figli
Adelaide e Lotario ebbero una figlia:
- Emma (948- dopo il 988), la quale, secondo Flodoardo andò in sposa nel 966 a Lotario IV di Francia[26], nel tentativo di Ottone di legare a sé il regno di Francia;

mentre Adelaide e Ottone ebbero quattro (forse cinque) figli:
- Enrico (circa 952- 7 aprile 954), morto bambino, come ricordato nei necrologi di Merseburg[25];
- Bruno (circa 953- 8 settembre 957), morto bambino (Brun parvulus filius regis), come ricordato negli Annales Necrologici Fuldenses[27];
- Matilda (come da documento nº 185 di Ottone I, datato 956[28]) (circa 955- 6 febbraio 999) badessa del monastero di Quedlinburg, dal 966[29];
- Ottone II (955, come conferma il continuatore del cronista Reginone[30] - 7 dicembre 983), che divenne imperatore con il nome di Ottone II;
- Riclinde (come conferma l'Historia Welforum Weingartensis[31] (dopo il 956- 1º novembre 1007), che aveva sposato il duca di Svevia, Corrado I[31].

## Ascendenza
|                        |                      |                         | Genitori             |  |  | Nonni |  |  | Bisnonni               |  |  | Trisnonni             |  |
|                        |                      |                         |                      |  |  |       |  |  | Corrado II di Borgogna |  |  | Corrado I di Borgogna |  |
|                        |                      |                         |                      |  |  |       |  |  | Corrado II di Borgogna |  |  | Corrado I di Borgogna |  |
|                        |                      | Adelaide d'Alsazia      |                      |  |  |       |  |  | Corrado II di Borgogna |  |  |                       |  |
| Rodolfo I di Borgogna  |                      |                         |                      |  |  |       |  |  | Corrado II di Borgogna |  |  |                       |  |
|                        |                      | Waldrada di Worms       | Adriano d'Orléans    |  |  |       |  |  |                        |  |  |                       |  |
|                        |                      | Waldrada di Worms       | Adriano d'Orléans    |  |  |       |  |  |                        |  |  |                       |  |
|                        |                      | Waldrada di Worms       | Waldrada di Autun    |  |  |       |  |  |                        |  |  |                       |  |
| Rodolfo II di Borgogna |                      | Waldrada di Worms       |                      |  |  |       |  |  |                        |  |  |                       |  |
|                        |                      | Bosone I di Provenza    | Bivin di Vienne      |  |  |       |  |  |                        |  |  |                       |  |
|                        |                      | Bosone I di Provenza    | Bivin di Vienne      |  |  |       |  |  |                        |  |  |                       |  |
|                        |                      | Bosone I di Provenza    | Richilde             |  |  |       |  |  |                        |  |  |                       |  |
| Willa di Provenza      |                      | Bosone I di Provenza    |                      |  |  |       |  |  |                        |  |  |                       |  |
|                        |                      | …                       |                      |  |  |       |  |  |                        |  |  |                       |  |
|                        |                      |                         |                      |  |  |       |  |  |                        |  |  |                       |  |
|                        |                      | …                       |                      |  |  |       |  |  |                        |  |  |                       |  |
| Adelaide di Borgogna   |                      |                         |                      |  |  |       |  |  |                        |  |  |                       |  |
|                        | Burcardo I di Svevia | Adalberto II l'Illustre |                      |  |  |       |  |  |                        |  |  |                       |  |
|                        | Burcardo I di Svevia | Adalberto II l'Illustre |                      |  |  |       |  |  |                        |  |  |                       |  |
|                        | Burcardo I di Svevia | Giuditta del Friuli     |                      |  |  |       |  |  |                        |  |  |                       |  |
| Burcardo II di Svevia  | Burcardo I di Svevia |                         |                      |  |  |       |  |  |                        |  |  |                       |  |
|                        |                      | Liutgarda di Sassonia   | Liudolfo di Sassonia |  |  |       |  |  |                        |  |  |                       |  |
|                        |                      | Liutgarda di Sassonia   | Liudolfo di Sassonia |  |  |       |  |  |                        |  |  |                       |  |
|                        |                      | Liutgarda di Sassonia   | Oda Billung          |  |  |       |  |  |                        |  |  |                       |  |
| Berta di Svevia        |                      | Liutgarda di Sassonia   |                      |  |  |       |  |  |                        |  |  |                       |  |
|                        |                      | Eberardo I              | …                    |  |  |       |  |  |                        |  |  |                       |  |
|                        |                      | Eberardo I              | …                    |  |  |       |  |  |                        |  |  |                       |  |
|                        |                      | Eberardo I              | …                    |  |  |       |  |  |                        |  |  |                       |  |
| Regelinda              |                      | Eberardo I              |                      |  |  |       |  |  |                        |  |  |                       |  |
|                        |                      | Gisela                  | …                    |  |  |       |  |  |                        |  |  |                       |  |
|                        |                      | Gisela                  | …                    |  |  |       |  |  |                        |  |  |                       |  |
|                        |                      | Gisela                  | …                    |  |  |       |  |  |                        |  |  |                       |  |
|                        |                      | Gisela                  |                      |  |  |       |  |  |                        |  |  |                       |  |